# Municipio de Lockwood (Dakota del Norte)
El municipio de Lockwood (en inglés: Lockwood Township) es un municipio ubicado en el condado de Renville en el estado estadounidense de Dakota del Norte. En el año 2010 tenía una población de 24 habitantes y una densidad poblacional de 0,26 personas por km².

## Geografía
El municipio de Lockwood se encuentra ubicado en las coordenadas 48°35′49″N 101°30′26″O / 48.59694, -101.50722. Según la Oficina del Censo de los Estados Unidos, el municipio tiene una superficie total de 93.03 km², de la cual 92,2 km² corresponden a tierra firme y (0,89 %) 0,83 km² es agua.

## Demografía
Según el censo de 2010, había 24 personas residiendo en el municipio de Lockwood. La densidad de población era de 0,26 hab./km². De los 24 habitantes, el municipio de Lockwood estaba compuesto por el 91,67 % blancos y el 8,33 % eran de una mezcla de razas. Del total de la población el 0 % eran hispanos o latinos de cualquier raza.